# Cobbs Creek (Darby Creek)
Der Cobbs Creek ist ein kleiner Nebenfluss des Darby Creek im US-Bundesstaat Pennsylvania. Die amerikanischen Ureinwohner nannten ihn „Karakung“.
Er entspringt bei Garrett Hill im Delaware County und fließt von dort Richtung Südosten bis nach Sharon Hill, wo er in den Darby Creek mündet. Sein Oberlauf durchquert den County mit einigen hundert Metern Abstand parallel zur Grenze zum Montgomery County. Nach der Unterquerung der U.S. Route 1 markiert er bis zu seiner Mündung die Grenzlinie zwischen Philadelphia und dem Delaware County.
Der Cobbs Creek hat einige kleine Zuläufe, dies sind von links der Naylors Run, der Indian Creek und der Mingo Creek, sowie von rechts der Thomas Run Creek und der Paschall Creek. Diese sind bis auf den Indian Creek nach der Jahrhundertwende infolge starker Siedlungstätigkeit mehrheitlich kanalisiert und überbaut worden.
Zwischen Garrett Hill und Upper Darby verläuft der Fluss parallel zur Norristown High-Speed Line. Die Pläne zum Bau der Interstate 695, einer Autobahn entlang des Unterlaufs, bestanden seit 1930, wurden jedoch Mitte der 1970er Jahre aufgrund von Kritik in der Bevölkerung aufgegeben.
In West Philadelphia gibt es ein Stadtviertel, das nach dem Fluss benannt ist und ebenfalls Cobbs Creek heißt. Es liegt am linken Ufer südlich der Market Street und geht hinunter bis zur Baltimore Avenue.